# Marrit Fledderus
Marrit Fledderus (Sint Nicolaasga, 15 de mayo de 2001) es una deportista neerlandesa que compite en patinaje de velocidad sobre hielo. Ganó una medalla de oro en el Campeonato Europeo de Patinaje de Velocidad sobre Hielo en Distancia Individual de 2024, en la prueba de velocidad por equipos.

## Palmarés internacional
| Campeonato Europeo en Distancia Individual | Campeonato Europeo en Distancia Individual | Campeonato Europeo en Distancia Individual | Campeonato Europeo en Distancia Individual |
| Año                                        | Lugar                                      | Medalla                                    | Prueba                                     |
| ------------------------------------------ | ------------------------------------------ | ------------------------------------------ | ------------------------------------------ |
| 2024                                       | Heerenveen (Países Bajos)                  | Medalla de oro                             | Velocidad por equipos                      |